# Ligne C du tramway de Grenoble
Pour les articles homonymes, voir Ligne C.
La ligne C du tramway de Grenoble est une ligne de tramway desservant l'agglomération de Grenoble. Elle relie la commune de Seyssins à celle de Saint-Martin-d'Hères sur 9,4 km de long. Sa vitesse commerciale est de 17,6 km/h.

## Histoire

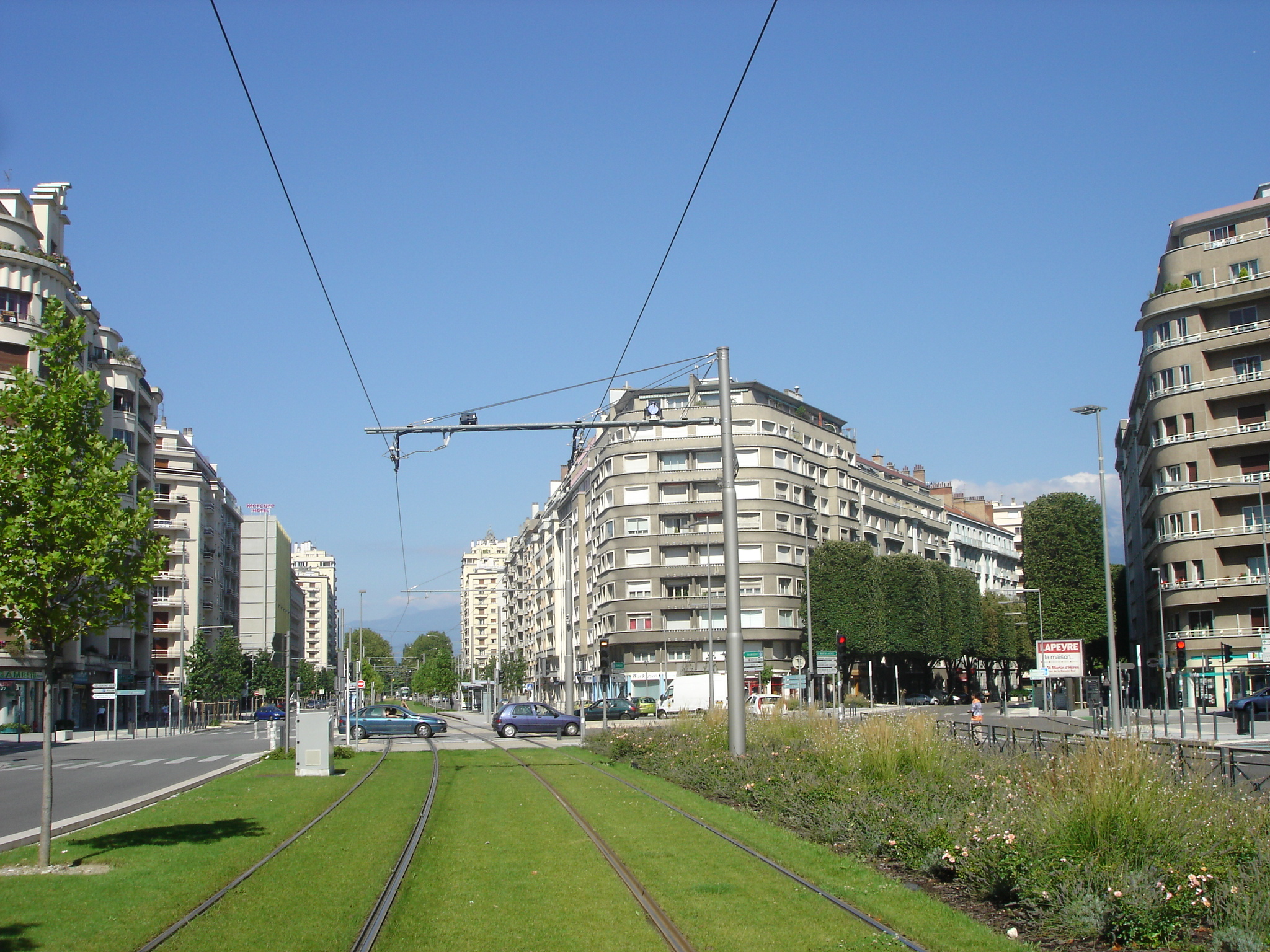
Les grands boulevards, entièrement rénovés pour recevoir le tramway.

La saturation rapide du tronc commun des lignes A et B dans l'hyper-centre de Grenoble pousse dès 1995 le SMTC à étudier une 3e ligne ne passant non pas par cet axe mais par les Grands boulevards, alors aménagés en « autoroute urbaine », permettant ainsi de requalifier cet axe.
Si le tracé général est défini sans trop de difficulté, sur un axe Seyssins-Seyssinet-Pariset-Grands boulevards-Domaine universitaire, le principal point d'achoppement étant la desserte du centre-ville ou « axe de centralité » de Saint-Martin-d'Hères, entre les partisans de l'exploitation en fourche et ceux d'une exploitation via une antenne dissociée.
Le tracé de la 3e ligne est voté le 8 juin 1998 et, après des débats houleux, la desserte de l'« axe de centralité » s'effectuera finalement par une branche exploitée séparément et nommée à l'époque ligne C', avant de devenir la ligne D à son ouverture.
La concertation préalable est lancée fin 1999, les études d'avant-projet sont lancées en 2001 et la déclaration d'utilité publique est obtenue en 2002, pour un démarrage des travaux fin 2003,. L'année suivante a lieu l'étape la plus spectaculaire du chantier avec la démolition le 17 juillet par implosion de l'autopont Vallier-Jaurès, construit pour les jeux olympiques d'hiver de 1968.
La création de la ligne C est intégrée dans le projet plus global « Tram3 » qui consiste à :
- Prolonger la ligne B sur 2,4 km jusqu'à la plaine des sports de Gières
- Créer la ligne C
- Créer la branche C' à Saint-Martin-d'Hères, qui est devenue la ligne D avant le début du chantier
- Construire le centre de maintenance des tramways de Gières.

La ligne est estimée en 2002 à 359 millions d'euros. Un local d'information est ouvert sur le boulevard Maréchal Foch en octobre 2002 et durant le 2e semestre les entreprises furent consultées et les marchés ont été conclus.
Après trois ans de travaux, la ligne C est inaugurée le 20 mai 2006 et mise en service normal le 21 mai, deux mois après l'extension de la ligne B et trois mois après l'ouverture du dépôt de Gières.
À l'été 2007, un raccourcissement estival est mis en place avec un terminus à la station Les Taillées - Universités au lieu de Condillac - Universités, en raison de la faible demande dans le domaine universitaire de Grenoble en l'absence de cours. Cette limitation est depuis reconduite chaque été, avec comme changement notable à l'été 2008, en raison de la mise en service à l'automne précédent, le terminus est désormais effectué à Hector Berlioz - Universités. Peu pratique en termes de correspondances, les terminus estivaux sont inversés l'été suivant, la ligne C retrouvant ainsi son terminus estival d'origine, à savoir Les Taillées - Universités.
Le 28 juin 2014, à la suite de l'ouverture de la ligne E, la station Vallier -Jaurès est renommée Vallier - Libération.

## Tracé et stations

### Tracé
Le tracé naît devant la salle de spectacles Le Prisme à Seyssins puis la ligne serpente par la rue du Dauphiné puis l'avenue Louis-Armand pour rejoindre l'avenue Victor-Hugo et la commune de Seyssinet-Pariset. Arrivé à l'autre extrémité de l'avenue, devant l'hôtel de ville, la ligne bifurque à droite sur le boulevard de l'Europe puis franchit le Drac par le pont de Catane, enjambe l'autoroute A480 et entre dans Grenoble. La ligne suit les boulevards Joseph-Vallier et Maréchal Foch qui forment les Grands boulevards et qui emmène la ligne jusqu'à la station Chavant, commune avec la ligne A, puis longe le parc Paul-Mistral par le nord via le boulevard Jean-Pain en desservant notamment l'hôtel de ville de Grenoble et le stade des Alpes. La ligne contourne ensuite le parc par l'est via l'avenue de Valmy puis emprunte la rue Jules-Flandrin, prolongée à Saint-Martin-d'Hères par l'avenue Gabriel-Péri (D 1087) où la ligne rejoint la station Neyrpic - Belledonne, unique station commune avec la ligne D. Les deux lignes empruntent ensuite l'avenue du Doyen Louis Weill puis se séparent à l'entrée dans le domaine universitaire de Grenoble. La ligne C rejoint alors la ligne B et traverse le campus jusqu'à son terminus au sud du campus, en face de la résidence Condillac.

### Principaux ouvrages d’art
La construction de la ligne C a nécessité la modification, la création ou la démolition de nombreux ouvrages d'art :
- création d'un pont sur la départementale 6 à Seyssins ;
- élargissement du pont de Catane sur le Drac ;
- dynamitage de l'auto-pont Vallier-Jaurès construit pour les Jeux olympiques d'hiver de 1968 afin de procéder à la requalification des Grands boulevards ;
- déplacement de la station Chavant afin qu'elle devienne commune aux lignes A et C ;
- murs de soutènement au niveau du stade des Alpes.

### Stations desservies
Liste des stations desservies au 3 septembre 2018.
|  |   |  | Station                          | Lat/Long                    | Commune              | Correspondances TAG                         | Cars Région / SNCF  |
|  | - |  | -------------------------------- | --------------------------- | -------------------- | ------------------------------------------- | ------------------- |
|  | ■ |  | Le Prisme                        | 45° 09′ 59″ N, 5° 41′ 26″ E | Seyssins             | C6 21 49 P+R                                |                     |
|  | • |  | Mas des Îles                     | 45° 10′ 03″ N, 5° 41′ 39″ E | Seyssins             |                                             |                     |
|  | • |  | Grand Pré                        | 45° 10′ 20″ N, 5° 41′ 39″ E | Seyssinet-Pariset    | C6                                          |                     |
|  | • |  | Fauconnière                      | 45° 10′ 35″ N, 5° 41′ 39″ E | Seyssinet-Pariset    |                                             |                     |
|  | • |  | Seyssinet-Pariset Hôtel de Ville | 45° 10′ 49″ N, 5° 41′ 47″ E | Seyssinet-Pariset    | C6 19 20 P+R                                | T65                 |
|  | • |  | Vallier - Catane                 | 45° 10′ 48″ N, 5° 42′ 22″ E | Grenoble             | C5 C14 P+R                                  |                     |
|  | • |  | Vallier - Docteur Calmette       | 45° 10′ 49″ N, 5° 42′ 39″ E | Grenoble             | C8                                          |                     |
|  | • |  | Vallier - Libération             | 45° 10′ 49″ N, 5° 42′ 56″ E | Grenoble             | E C13 C14 25 • Agence de Mobilité • GMCD    | T75 T90 T91 T92 T95 |
|  | • |  | Foch - Ferié                     | 45° 10′ 51″ N, 5° 43′ 21″ E | Grenoble             | C3 25                                       |                     |
|  | • |  | Gustave Rivet                    | 45° 10′ 56″ N, 5° 43′ 41″ E | Grenoble             | 16                                          |                     |
|  | • |  | Chavant                          | 45° 11′ 04″ N, 5° 43′ 54″ E | Grenoble             | A C1 C4 C11 C12 18 84 86                    | T83                 |
|  | • |  | Grenoble Hôtel de Ville          | 45° 11′ 15″ N, 5° 44′ 16″ E | Grenoble             | C1 C11 C12 80 84 86 Navette Stade des Alpes | T83                 |
|  | • |  | Flandrin Valmy                   | 45° 11′ 13″ N, 5° 44′ 40″ E | Grenoble             | 15 24                                       |                     |
|  | • |  | Péri - Brossolette               | 45° 11′ 16″ N, 5° 45′ 05″ E | Saint-Martin-d'Hères | 15                                          |                     |
|  | • |  | Neyrpic - Belledonne             | 45° 11′ 12″ N, 5° 45′ 24″ E | Saint-Martin-d'Hères | D C5 15 N93                                 |                     |
|  | • |  | Université - Les Taillées        | 45° 11′ 28″ N, 5° 45′ 32″ E | Saint-Martin-d'Hères | B D                                         |                     |
|  | • |  | Gabriel Fauré - MUSE             | 45° 11′ 32″ N, 5° 45′ 53″ E | Saint-Martin-d'Hères | B                                           |                     |
|  | • |  | Université - Bibliothèques       | 45° 11′ 32″ N, 5° 46′ 15″ E | Saint-Martin-d'Hères | B C5 C8 C10 23 69 88 • Point Services       |                     |
|  | ■ |  | Université - Condillac           | 45° 11′ 21″ N, 5° 46′ 28″ E | Saint-Martin-d'Hères | B                                           |                     |

### Changements de noms
Au cours de son histoire, la station Vallier-Jaurès est devenue Vallier-Libération le 28 juin 2014 ; les stations communes avec la ligne B ayant changé de nom avant la mise en service de la ligne C ne sont donc pas listées ici.

## Exploitation de la ligne

### Principes de la desserte

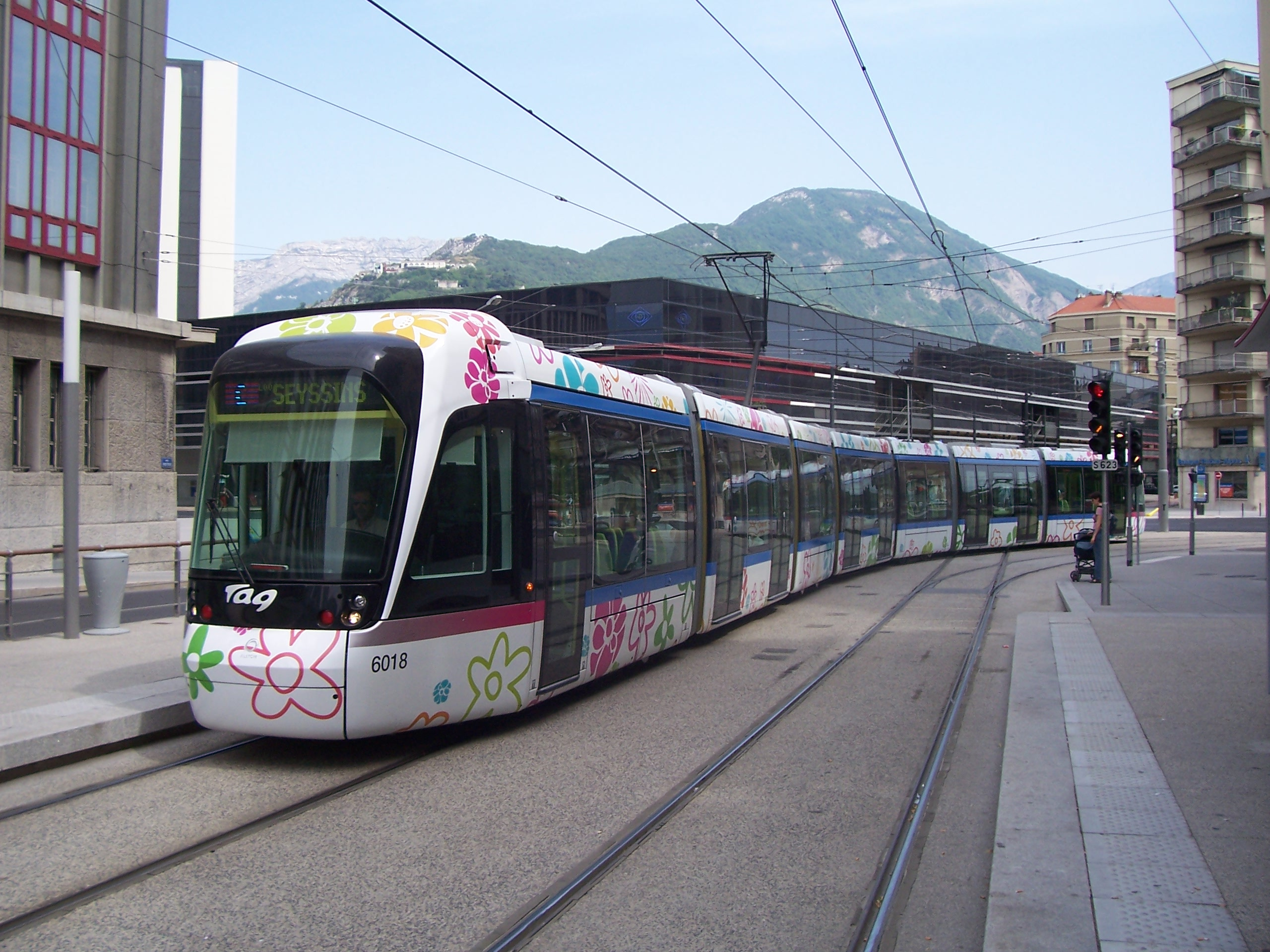
Un Citadis 402 à la station Chavant en 2006, avec sa livrée inaugurale.

La ligne fonctionne tous les jours de l'année sauf le 1er mai.
En raison de la proximité du dépôt, le service débute à la station Condillac - Universités à 4 h 50 du lundi au samedi, et à 6 h les dimanches et fêtes, sans services partiels. Le dernier départ de Le Prisme a lieu à 1 h 39 du lundi au samedi, et à 1 h 33 les dimanches et fêtes. À la station Le Prisme, le premier tram part à 5 h 28 du lundi au samedi, et à 6 h 40 les dimanches et fêtes. Il n'y a aucun service partiel sur cette ligne.
Entre 7 h et 19 h, les trams circulent toutes les quatre à neuf minutes environ (dix minutes le samedi) et entre 19 h et 20 h, les trams circulent toutes les cinq à neuf minutes environ du lundi au vendredi. Il n'y a donc aucune distinction entre les heures de pointe et les heures de pleine journée. Tôt le matin et à partir de 20 h environ, la fréquence minimale est d'un tram toutes les 15 à 30 minutes environ, avec quelques exceptions. Les dimanches et fêtes, la fréquence minimale est d'environ un tram toutes les 20 minutes également, toute la journée.
Sur une partie du parcours, à savoir entre Gabriel Fauré et Condillac - Universités, les fréquences sont doublées par la ligne B qui circule ici en tronc commun avec la ligne C.
En été, la ligne C ne dessert pas le cœur du campus et effectue son terminus à la station Les Taillées - Universités de la ligne D, cette dernière effectue alors son terminus à la station Hector Berlioz - Universités.
La distance moyenne entre stations est de 522 m sur la ligne C. Les tramways bénéficient d'un système de priorité aux carrefours comportant des feux.

### Matériel roulant
Depuis son ouverture, la ligne est exploitée avec des tramways TFS et Citadis 402 soit 18 rames.

### Conduite et signalisation

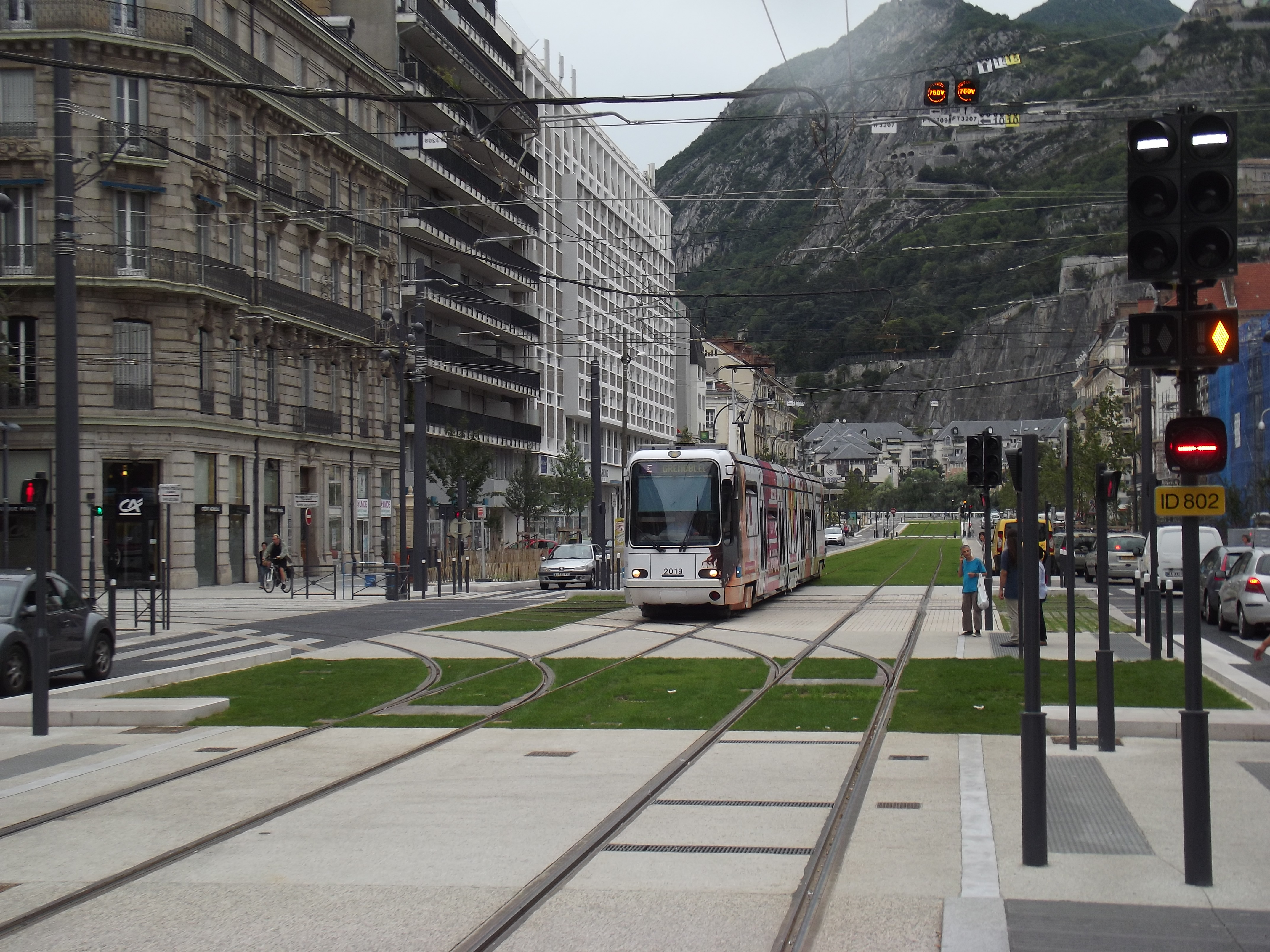
Un feu R17/R18, son signal additionnel d'aide à la conduite (en bas), un signal de protection d'itinéraire (en dessous) et un indicateur de tension (au niveau des fils).

La conduite sur la ligne se fait en « conduite à vue » : on ne trouve donc sur la ligne que des panneaux de limitation de vitesse, des signaux de protection d'itinéraires et des signaux protégeant le franchissement des carrefours. Pour ces derniers, la voirie est équipée de signaux tricolores classiques de type R11 tandis que la ligne est équipée de signaux de type R17 et R18 associés à la signalisation routière. Ces feux sont accompagnés d'une signalisation d'aide à l'exploitation, un losange lumineux signalant la prise en charge de la demande de priorité au carrefour.
Les signaux de protection d'itinéraires se situent avant les appareils de voies (aiguillages). Les panneaux de limitation de vitesse se présentent quant à eux comme des panneaux carrés avec des chiffres noirs sur fond blanc. Enfin, les indicateurs de coupure de courant sont implantés en amont de chaque secteur d'alimentation de la ligne aérienne de contact (LAC) : Un signal750V orange fixe annonce une ligne électrique alimentée, un signal clignotant une ligne non alimentée.

### Remisage et entretien

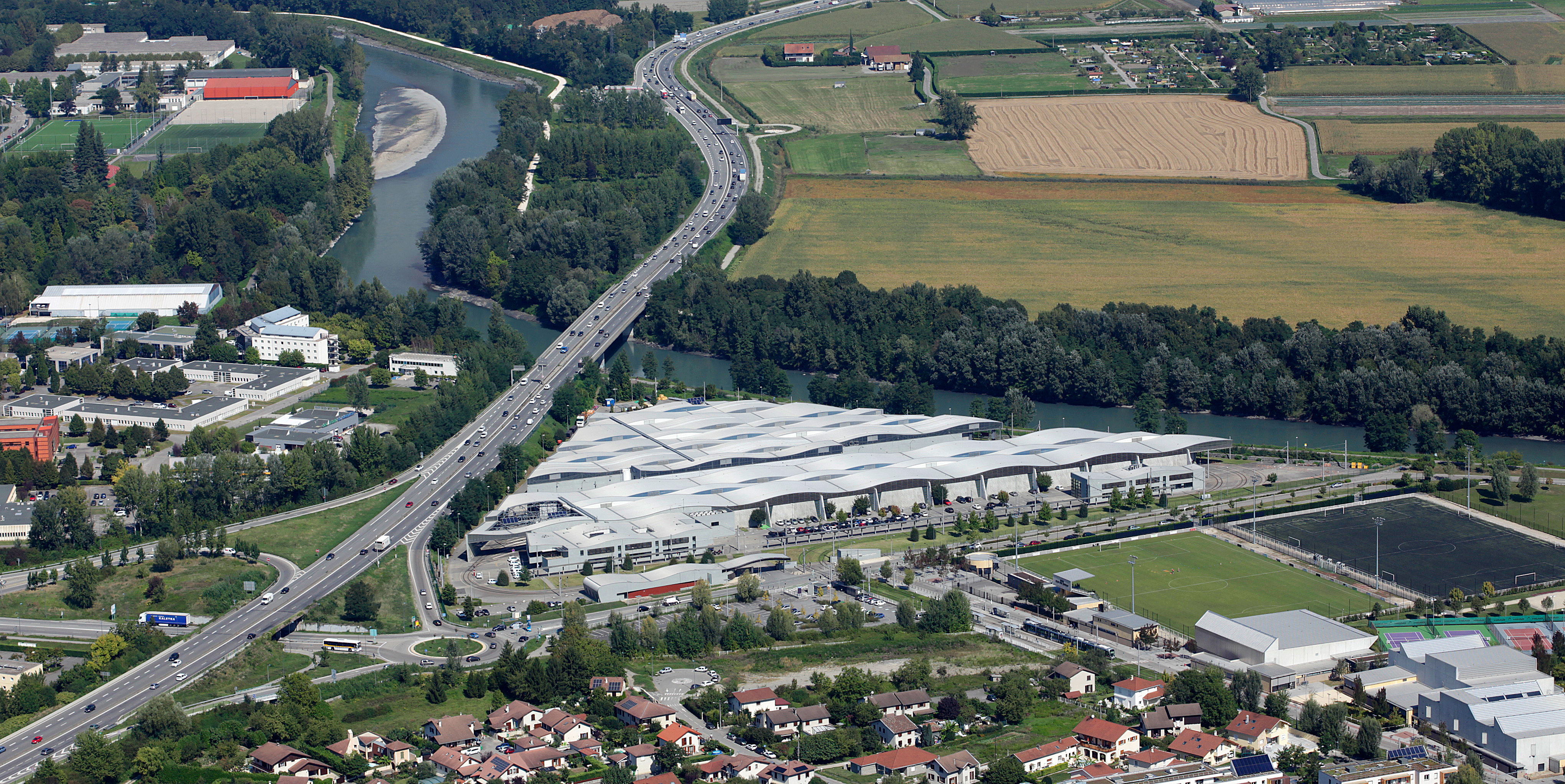
Le dépôt de Gières vu du ciel.

Les rames sont remisées et entretenues au centre de maintenance des tramways de Gières accessible via les voies de la ligne B.
Le dépôt de Gières accueille aussi les lignes B, D et E du tramway.

## Tourisme
La ligne C dessert, d'ouest en est, les lieux d'attraction et monuments suivant :
- La salle de spectacles Le Prisme à Seyssins ;
- L'hôtel de ville de Seyssinet-Pariset ;
- les grands boulevards ;
- l'église Saint-Jean ;
- le parc Paul-Mistral ;
- l'hôtel de ville de Grenoble ;
- le stade des Alpes ;
- le jardin des plantes ;
- le muséum d'histoire naturelle ;
- le centre commercial Neyrpic dont l'ouverture est prévue fin 2023[15] ;
- le domaine universitaire ;
- les archives départementales de l'Isère.